# Spezzatino
Lo spezzatino è un tipo di stufato tradizionale italiano. Si ricava da tagli poco pregiati di vitello, manzo, agnello o maiale che vengono cotti a lungo in umido dopo essere stati rosolati con burro, olio e/o cipolle e accompagnati da sughi, verdure e aromi.

## Descrizione
Nelle tavole italiane, ove lo spezzatino è una ricetta tipica, lo si prepara usando la carne di vitello, che viene insaporita con le patate e i piselli. Esistono molte varianti regionali in tutta la Penisola dello spezzatino. Ad esempio, in Toscana viene preparato quello celebre a base di manzo, carote, sedano e cipolle, in Umbria sono tradizionali gli spezzatini di montone e capriolo, a Nuoro è tipico lo spezzatino al cinghiale, mentre nel Friuli Venezia Giulia viene servito quello con erbe aromatiche e vino bianco secco.

## Alimenti simili
Lo spezzatino trova dei corrispettivi in tutto il mondo, fra cui il gulasch ungherese, il makhan murg della cucina indiana e lo stufatu corso.